# اوبورنا
اوبورنا (به چکی: Oborná) یک منطقهٔ مسکونی در جمهوری چک است که در شهرستان برونتال واقع شده‌است.